# Stazione di Nada
La stazione di Nada (灘駅?, Nada-eki) è una stazione ferroviaria situata nel quartiere di Nada-ku di Kōbe, nella prefettura di Hyōgo. Si trova sulla linea JR Kōbe, sezione della linea principale Tōkaidō, ed è servita dai treni locali e rapidi.

## Linee
- JR West
  - ■ Linea JR Kōbe (Linea principale Tōkaidō)

## Caratteristiche
La stazione ha due banchine a isola serventi quattro binari, ma quelli esterni sono isolati per permettere il transito in sicurezza dei treni rapidi e rapidi speciali che non fermano in questa stazione.
| 1 | ■ Linea JR Kōbe |  | Passaggio                            |
| 2 | ■ Linea JR Kōbe |  | per Ashiya, Amagasaki, Ōsaka e Kyoto |
| 3 | ■ Linea JR Kōbe |  | per Sannomiya, Kōbe e Himeji         |
| 4 | ■ Linea JR Kōbe |  | Passaggio                            |

## Stazioni adiacenti
| «                                        | Servizio      | »             |
| Linea JR Kōbe                            | Linea JR Kōbe | Linea JR Kōbe |
| ---------------------------------------- | ------------- | ------------- |
| Maya                                     | Locale        | Sannomiya     |
| I treni Rapidi e R. speciali non fermano |               |               |